# 15-та танкова дивізія (Третій Рейх)
15-та танкова дивізія (Третій Рейх) (нім. 15. Panzer-Division) — танкова дивізія Вермахту в роки Другої світової війни.

## Історія
15-та танкова дивізія була сформована 1 листопада 1940 на базі 33-ї піхотної дивізії.

## Райони бойових дій та дислокації дивізії
- Німеччина (листопад 1940 — лютий 1941);
- Північна Африка (лютий 1941 — травень 1943).

## Командування

### Командири
- генерал-майор Фрідріх Кюн (нім. Friedrich Kühn) (1 листопада 1940 — 22 березня 1941);
- генерал-майор Генріх фон Пріттвіц унд Гаффрон (нім. Heinrich von Prittwitz und Gaffron) (22 березня — 10 квітня 1941);
- оберст, з 15 квітня генерал-майор барон Ганс-Карл фон Езебек (нім. Hans-Karl Freiherr von Esebeck) (13 квітня — 13 травня 1941);
- оберст Максиміліан фон Герфф (нім. Maximilian von Herff) (13 — 25 травня 1941), ТВО;
- генерал-майор Вальтер Нойманн-Зільков (нім. Walter Neumann-Silkow) (26 травня — 6 грудня 1941);
- оберст Ервін Менні (нім. Erwin Menny) (6 — 8 грудня 1941), ТВО;
- генерал-майор Густав фон Ферст (нім. Gustav von Vaerst) (9 грудня 1941 — 26 травня 1942);
- оберст Едуард Краземанн (нім. Eduard Crasemann) (26 травня — 14 липня 1942), ТВО;
- генерал-майор Гайнц фон Рандов (нім. Heinz von Randow) (15 липня — 25 серпня 1942);
- генерал-майор Густав фон Ферст (26 серпня — 10 листопада 1942);
- оберст Едуард Краземанн (11 — 17 листопада 1942), ТВО;
- оберст, з 1 січня 1943 генерал-майор Віллібальд Боровіц (нім. Willibald Borowitz) (18 листопада 1942 — 10 травня 1943).

## Нагороджені дивізії
Нагороджені дивізії
|  | Кавалери Золотого Німецького Хреста                                                                        | 54 |
|  | Кавалери Лицарського хреста Залізного хреста з Дубовим листям                                              | 4 (№ 133 гауптман Йоганнес Кюммель — 11.10.1942 № 204 гауптман Ебергард Цан — 06.03.1943 № 235 генерал-майор Віллібальд Боровіц — 10.05.1943 № 236 гауптман Ганс-Гюнтер Штоттен — 10.05.1943) |
|  | Кавалери Лицарського хреста Залізного хреста                                                               | 23 |
|  | Кавалери Почесної Відзнаки Сухопутних військ «Почесна застібка на орденську стрічку для Сухопутних військ» | 10 |
|  | Кавалери ордену Михая Хороброго ІІІ ступеня (Румунія)                                                      | 1 |

- Нагороджені Сертифікатом Пошани Головнокомандувача Сухопутних військ (3)

## Бойовий склад 15-ї танкової дивізії
- штаб дивізії
- 15-та мотопіхотна бригада:
  - 104-й мотопіхотний полк
  - 115-й мотопіхотний полк
  - 15-й мотоциклетний батальйон
- 8-й танковий полк
- 33-й танковий артилерійський полк
- 33-й моторизований розвідувальний батальйон
- 33-й дивізіон самохідної артилерії
- 33-й інженерно-саперний батальйон
- 78-й танковий батальйон зв'язку
- 33-й інтендантський загін
- 33-й польовий батальйон

- штаб дивізії
- 15-та мотопіхотна бригада:
  - 104-й мотопіхотний полк (у вересні 1941 - переданий до 21-ї танкової дивізії)
  - 115-й мотопіхотний полк
  - 15-й мотоциклетний батальйон
- 8-й танковий полк
- 33-й артилерійський полк
- 33-й розвідувальний батальйон
- 33-й винищувально-протитанковий дивізіон
- 33-й інженерно-саперний батальйон
- 78-й батальйон зв'язку
- 33-й інтендантський загін
- 33-й польовий батальйон

- штаб дивізії
- 8-й танковий полк
- 155-й танково-гренадерський полк
- 33-й артилерійський полк
- 33-й розвідувальний батальйон
- 33-й винищувально-протитанковий дивізіон
- 33-й інженерно-саперний батальйон
- 78-й батальйон зв'язку
- 33-й інтендантський загін